# Кубок мира по лёгкой атлетике 2002
9-й Кубок мира по лёгкой атлетике прошёл 20—21 сентября 2002 года на стадионе «Ла Пеинета» в Мадриде, столице Испании. В турнире приняли участие по 9 команд среди мужчин и женщин: 5 сборных континентов и 4 сильнейшие страны. На протяжении двух дней участники боролись за командную победу по итогам 20 мужских и 19 женских легкоатлетических дисциплин.
К участию в Кубке мира 2002 года были допущены по 9 мужских и женских команд:
- Испания (страна-хозяйка)
- США
- По 2 лучшие сборные по итогам Кубка Европы 2002 года ( Великобритания и  Германия у мужчин,  Россия и  Германия у женщин)
- 5 сборных континентов: Азия, Америка, Африка, Европа, Океания

В программе турнира впервые были проведены женские прыжок с шестом и метание молота.

## Формат
В каждой из проводимых дисциплин выступал один человек от команды. Команда-победитель определялась по наибольшей набранной сумме очков. Очки начислялись следующим образомː за победу в дисциплине — 9 очков, 2-е место — 8 очков, 3-е место — 7 очков, 4-е — 6 очков, 5-е — 5 очков, 6-е — 4 очка, 7-е — 3 очка, 8-е — 2 очка, 9-е — 1 очко. Дисквалифицированные, сошедшие с дистанции, а также не имевшие зачётных попыток участники не получали ни одного очка.

## Командное первенство
Мужская сборная Африки в четвёртый раз подряд выиграла Кубок мира. Женская команда России впервые стала обладателем главного трофея соревнований, в упорной борьбе опередив на 3 очка сборную Европы.
В 2003 году британский спринтер Дуэйн Чемберс был уличён в применении допинга. После затянувшегося на несколько лет разбирательства ИААФ приняла решение о дисквалификации спортсмена на 2 года и аннулировании его результатов с 1 января 2002 года по 1 августа 2003 года. В этот период попали его результаты на Кубке Европы — 2002, победы на 100 метров и в эстафете 4×100 метров, из-за чего сборная Великобритании лишилась очков в командном зачёте и опустилась с первого места на четвёртое. При таком раскладе британцы не имели права участвовать в Кубке мира, поскольку путёвки на турнир получали только две лучшие команды Кубка Европы. В связи с этим ИААФ аннулировала результат мужской команды Великобритании на Кубке мира (8-е место, 87 очков), но оставила в силе индивидуальные результаты её спортсменов (за исключением пятого места Чемберса в беге на 100 метров).
| Место | Команда        | Очки |
| ----- | -------------- | ---- |
| 1     | Африка         | 139  |
| 2     | Европа         | 121  |
| 3     | Америка        | 120  |
| 4     | США            | 105  |
| 5     | Испания        | 104  |
| 6     | Германия       | 97,5 |
| 7     | Азия           | 92   |
| 8     | Океания        | 75,5 |
| —     | Великобритания | DQ   |

| Место | Команда  | Очки |
| ----- | -------- | ---- |
| 1     | Россия   | 129  |
| 2     | Европа   | 126  |
| 3     | Америка  | 111  |
| 4     | Африка   | 102  |
| 5     | Германия | 83,5 |
| 6     | Испания  | 78,5 |
| 7     | Азия     | 78   |
| 8     | США      | 77   |
| 9     | Океания  | 61   |

## Результаты

### Сильнейшие в отдельных видах — мужчины
Сокращения: WR — мировой рекорд | AR — рекорд континента | NR — национальный рекорд | CR — рекорд Кубка мира

| Дисциплина                          | 1-е место                                                          | 1-е место          | 2-е место                                                            | 2-е место          | 3-е место                                                                 | 3-е место          |
| ----------------------------------- | ------------------------------------------------------------------ | ------------------ | -------------------------------------------------------------------- | ------------------ | ------------------------------------------------------------------------- | ------------------ |
| 100 м (ветер: −0,3 м/с)             | Ученна Эмедолу Африка/Нигерия                                      | 10,06              | Ким Коллинз Америка/Сент-Китс и Невис                                | 10,06              | Фрэнсис Обиквелу Европа/Португалия                                        | 10,09              |
| 200 м (ветер: −0,6 м/с)             | Фрэнсис Обиквелу Европа/Португалия                                 | 20,18              | Фрэнки Фредерикс Африка/Намибия                                      | 20,20              | Марлон Девониш Великобритания                                             | 20,32              |
| 400 м                               | Майкл Блэквуд Америка/Ямайка                                       | 44,60              | Инго Шульц Германия                                                  | 44,86              | Фаузи Эль-Шаммари Азия/Кувейт                                             | 45,14              |
| 800 м                               | Антонио Мануэль Рейна Испания                                      | 1.43,83 CR         | Джабир Саид-Гуэрни Африка/Алжир                                      | 1.44,03            | Дэвид Крумменаккер США                                                    | 1.45,14            |
| 1500 м                              | Бернард Лагат Африка/Кения                                         | 3.31,20 CR         | Рейес Эстевес Испания                                                | 3.33,67            | Мехди Баала Европа/Франция                                                | 3.38,04            |
| 3000 м                              | Крейг Моттрам Океания/Австралия                                    | 7.41,37 CR         | Давид Гальван Америка/Мексика                                        | 7.47,43            | Роберто Гарсия Испания                                                    | 7.53,96            |
| 5000 м                              | Альберто Гарсия Испания                                            | 13.30,04           | Пол Косгеи Африка/Кения                                              | 13.31,71           | Исмаил Сгир Европа/Франция                                                | 13.32,82           |
| 3000 м с препятствиями              | Уилсон Бойт Кипкетер Африка/Кения                                  | 8.25,34            | Луис Мигель Мартин Испания                                           | 8.26,35            | Хамис Абдулла Сайфельдин Азия/Катар                                       | 8.30,66            |
| 110 м с барьерами (ветер: −2,2 м/с) | Аньер Гарсиа Америка/Куба                                          | 13,10              | Аллен Джонсон США                                                    | 13,45              | Станислав Олияр Европа/Латвия                                             | 13,58              |
| 400 м с барьерами                   | Джеймс Картер США                                                  | 48,27              | Мубарак Эль-Нуби Азия/Катар                                          | 48,96              | Крис Роулинсон Великобритания                                             | 49,18              |
| Прыжок в высоту                     | Ярослав Рыбаков Европа/Россия                                      | 2,31 м             | Марк Босуэлл Америка/Канада                                          | 2,29 м             | Бен Челленджер Великобритания                                             | 2,20 м             |
| Прыжок с шестом                     | Оккерт Бритс Африка/ЮАР                                            | 5,75 м             | Джефф Хартвиг США                                                    | 5,70 м             | Ларс Бёргелинг Германия                                                   | 5,40 м             |
| Прыжок в длину                      | Саванте Стрингфеллоу США                                           | 8,21 м (+0,9 м/с)  | Иван Педросо Америка/Куба                                            | 8,19 м (+0,6 м/с)  | Яго Ламела Испания                                                        | 8,11 м (+1,1 м/с)  |
| Тройной прыжок                      | Джонатан Эдвардс Великобритания                                    | 17,34 м (+0,3 м/с) | Уолтер Дэвис США                                                     | 17,23 м (+2,5 м/с) | Кристиан Ульссон Европа/Швеция                                            | 17,05 м (+1,2 м/с) |
| Толкание ядра                       | Адам Нельсон США                                                   | 20,80 м            | Джастин Анлезарк Океания/Австралия                                   | 20,77 м            | Ральф Бартельс Германия                                                   | 20,67 м            |
| Метание диска                       | Роберт Фазекаш Европа/Венгрия                                      | 71,25 м CR         | Франц Крюгер Африка/ЮАР                                              | 66,78 м            | Марио Пестано Испания                                                     | 64,64 м            |
| Метание молота                      | Адриан Аннуш Европа/Венгрия                                        | 80,93 м            | Кодзи Мурофуси Азия/Япония                                           | 80,08 м            | Карстен Кобс Германия                                                     | 78,44 м            |
| Метание копья                       | Сергей Макаров Европа/Россия                                       | 86,44 м            | Борис Хенри Германия                                                 | 81,60 м            | Эметерио Гонсалес Америка/Куба                                            | 79,77 м            |
| Эстафета 4×100 м                    | США · Джон Драммонд · Джейсон Смутс · Каарон Конрайт · Коби Миллер | 37,95 CR           | Америка Фредди Майола Ким Коллинз Кристофер Уильямс Доминик Демеритт | 38,32              | Африка Идрисса Сану Ученна Эмедолу Азиз Закари Фрэнки Фредерикс           | 38,63              |
| Эстафета 4×400 м                    | Америка Феликс Санчес Аллен Франсик Майкл Макдональд Майкл Блэквуд | 2.59,19            | Африка [a] Адем Хасини Софьян Лабиди Фернандо Аугустин Эрик Милазар  | 3.01,69 [a]        | Азия [a] Рохан Кумара Хамдан Эль-Биши Сугат Тилакаратне Фаузи Эль-Шаммари | 3.03,02 [a]        |

a  В августе 2008 года Антидопинговое агентство США дисквалифицировало спринтера Антонио Петтигрю и аннулировало все результаты, показанные им с 1997 по 2003 годы. Основанием стали показания самого спортсмена, который на суде над своим бывшим тренером Тревором Грэмом признался, что в этот период принимал запрещённый эритропоэтин для улучшения спортивных результатов. Таким образом, под дисквалификацию попало выступление сборной США (Джеймс Картер, Леонард Бёрд, Годфри Херринг, Антонио Петтигрю) на Кубке мира 2002 года в эстафете 4×400 метров, второе место с результатом 2.59,21.

### Сильнейшие в отдельных видах — женщины
| Дисциплина                          | 1-е место                                                                | 1-е место          | 2-е место                                                                        | 2-е место          | 3-е место                                                          | 3-е место          |
| ----------------------------------- | ------------------------------------------------------------------------ | ------------------ | -------------------------------------------------------------------------------- | ------------------ | ------------------------------------------------------------------ | ------------------ |
| 100 м (ветер: −0,1 м/с)             | Тайна Лоуренс [b] Америка/Ямайка                                         | 11,06 [b]          | Сусантика Джаясингх [b] Азия/Шри-Ланка                                           | 11,20 [b]          | Эндуранс Оджоколо [b] Африка/Нигерия                               | 11,26 [b]          |
| 200 м (ветер: −0,8 м/с)             | Дебби Фергюсон Америка/Багамские Острова                                 | 22,49              | Мюриель Юрти Европа/Франция                                                      | 22,78              | Мириам Леони Мани Африка/Камерун                                   | 22,81              |
| 400 м                               | Ана Гевара Америка/Мексика                                               | 49,56              | Джерл Майлз-Кларк США                                                            | 50,27              | Олеся Зыкина Россия                                                | 50,67              |
| 800 м                               | Мария Мутола Африка/Мозамбик                                             | 1.58,60            | Майте Мартинес Испания                                                           | 1.59,24            | Иоланда Чеплак Европа/Словения                                     | 1.59,42            |
| 1500 м                              | Сюрейя Айхан Европа/Турция                                               | 4.02,57            | Татьяна Томашова Россия                                                          | 4.09,74            | Катлен Фридрих Германия                                            | 4.10,20            |
| 3000 м                              | Берхане Адере Африка/Эфиопия                                             | 8.50,88            | Габриэла Сабо Европа/Румыния                                                     | 8.50,89            | Елена Задорожная Россия                                            | 8.50,93            |
| 5000 м                              | Ольга Егорова Россия                                                     | 15.18,15 CR        | Марта Домингес Испания                                                           | 15.19,73           | Джоанн Пейви Европа/Великобритания                                 | 15.20,10           |
| 100 м с барьерами (ветер: −0,8 м/с) | Гейл Диверс США                                                          | 12,65              | Бриджит Фостер Америка/Ямайка                                                    | 12,82              | Глори Алози Испания                                                | 12,95              |
| 400 м с барьерами                   | Юлия Печёнкина Россия                                                    | 53,74              | Сандра Гловер США                                                                | 54,46              | Яна Питтмен Океания/Австралия                                      | 55,15              |
| Прыжок в высоту                     | Хестри Клоэт Африка/ЮАР                                                  | 2,02 м             | Кайса Бергквист Европа/Швеция                                                    | 2,02 м             | Марина Купцова Россия                                              | 2,00 м             |
| Прыжок с шестом                     | Анника Беккер Германия                                                   | 4,55 м CR          | Светлана Феофанова Россия                                                        | 4,40 м             | Дана Сервантес Испания                                             | 4,30 м             |
| Прыжок в длину                      | Татьяна Котова Россия                                                    | 6,85 м (+0,3 м/с)  | Мауррен Хига Магги Америка/Бразилия                                              | 6,81 м (+1,9 м/с)  | Консепсьон Монтанер Испания                                        | 6,68 м (+0,1 м/с)  |
| Тройной прыжок                      | Франсуаза Мбанго Этон Африка/Камерун                                     | 14,37 м (+1,7 м/с) | Эшия Хансен Европа/Великобритания                                                | 14,32 м (+0,1 м/с) | Карлота Кастрехана Испания                                         | 14,13 м (+1,5 м/с) |
| Толкание ядра                       | Ирина Коржаненко Россия                                                  | 20,20 м            | Юмилейди Кумба Америка/Куба                                                      | 19,14 м            | Астрид Кумбернусс Германия                                         | 19,11 м            |
| Метание диска                       | Беатрис Фаумуина Океания/Новая Зеландия                                  | 62,47 м            | Екатерини Воголи Европа/Греция                                                   | 61,77 м            | Наталья Садова Россия                                              | 61,30 м            |
| Метание молота                      | Гу Юань Азия/Китай                                                       | 70,75 м CR         | Ипси Морено Америка/Куба                                                         | 69,65 м            | Ольга Кузенкова Россия                                             | 66,98 м            |
| Метание копья                       | Ослейдис Менендес Америка/Куба                                           | 64,41 м CR         | Татьяна Шиколенко Россия                                                         | 60,11 м            | Микаэла Ингберг Европа/Финляндия                                   | 60,08 м            |
| Эстафета 4×100 м                    | Америка Тайна Лоуренс Джульет Кэмпбелл Беверли Макдональд Дебби Фергюсон | 41,91              | Африка [b] Чинеду Одозор Мириам Леони Мани Макариджа Санганоко Эндуранс Оджоколо | 42,99 [b]          | Европа [b] Дельфин Комб Мюриель Юрти Фабе Диа Одия Сидибе          | 43,30 [b]          |
| Эстафета 4×400 м                    | Америка Сэнди Ричардс Дайми Перния Кристин Амертил Ана Гевара            | 3.23,53            | Россия [c] · Наталья Антюх · Юлия Печёнкина · Наталья Назарова · Олеся Зыкина    | 3.26,59 [c]        | Африка [c] Мирей Нгимго Ортенс Бевуда Мария Мутола Калтума Наджина | 3.26,84 [c]        |

b  23 ноября 2007 года Совет ИААФ принял решение об аннулировании результатов американской бегуньи на короткие дистанции Марион Джонс, которая ранее была дисквалифицирована за употребление допинга (анаболические стероиды). Было доказано, что спортсменка с 1999 года была участницей допинг-схем калифорнийской лаборатории BALCO. Все выступления Джонс с 1 сентября 2000 года были аннулированы, в том числе на Кубке мира — 2002: первое место в беге на 100 метров (10,90), а также второе место сборной США (Кристи Гейнс, Марион Джонс, Ингер Миллер, Гейл Диверс) в эстафете 4×100 метров с результатом 42,05.

c  В декабре 2004 года Антидопинговое агентство США дисквалифицировало на 8 лет бегунью на короткие дистанции Мишель Коллинз. Спортсменка стала одним из первых фигурантов дела допинговой лаборатории BALCO: её допинг-пробы показали положительный результат на эритропоэтин, тестостерон и тетрагидрогестринон. Все выступления Коллинз с 1 февраля 2002 года были аннулированы, в том числе второе место сборной США (Мишель Коллинз, Кристал Кокс, Сюзиэнн Рид, Моника Хеннаган) на Кубке мира — 2002 в эстафете 4×400 метров с результатом 3.24,67.